# Elisa Mörzinger
Elisa Mörzinger (ur. 6 maja 1997) – austriacka narciarka alpejska.

## Kariera
Po raz pierwszy na arenie międzynarodowej pojawiła się 5 grudnia 2013 roku w Schladming, gdzie w zawodach FIS Race zajęła 39. miejsce w gigancie. Nigdy nie wystartowała na mistrzostwach świata juniorów.
W zawodach Pucharu Świata zadebiutowała 26 października 2019 roku w Sölden, gdzie nie zakwalifikowała się do pierwszego przejazdu giganta. Pierwsze pucharowe punkty wywalczyła 19 stycznia 2020 roku w Sestriere, gdzie gigant równoległy ukończyła na drugiej pozycji. Tym samym stanęła na podium nigdy wcześniej nie zdobywając punktów. W zawodach tych rozdzieliła Francuzkę Clarę Direz oraz Włoszkę Martę Bassino.

## Osiągnięcia

### Puchar Świata

#### Miejsca w klasyfikacji generalnej
- sezon 2019/2020: 66.
- sezon 2020/2021: 68.
- sezon 2021/2022: 83.

#### Miejsca na podium w zawodach
1. Sestriere – 19 stycznia 2020 (gigant równoległy) – 2. miejsce